# 珠海琴澳足球俱乐部
珠海琴澳足球俱乐部，简称珠海琴澳，是一家已解散的中国职业足球俱乐部，位于广东珠海，2021年成立，两年后解散。

## 历史
2021年1月12日，珠海琴澳在珠海横琴成立，3月完成组队。俱乐部是粤澳深度合作的重点项目之一，旨在带动两地足球文化交流，不少澳门球员和教练参与球队的训练和比赛。随后，渭南市农业投资集团与俱乐部签约赞助一年，获得球衣胸前广告位。俱乐部报名参加当年广东省足球协会超级联赛，在决赛与广东蜀地红战平，点球大战不敌对手获得亚军，取得被推荐参加本年度中冠联赛的资格，并在同年的中冠联赛中取得第8名，递补升入2022年中乙联赛。
珠海琴澳在2022年中乙联赛第一阶段位列第三，未能把握升级机会。在第二阶段，球队表现出色，排名保级组第一，《足球报》称赞俱乐部“为珠海保留职业足球火种”。俱乐部于2023年初通过了职业联赛准入，然而在2023年中乙联赛开打前的4月20日，因经营问题导致资金链出现断裂而停止运营。

## 成绩荣誉
| 赛季 | 联赛 | 联赛 | 联赛 | 联赛 | 联赛 | 联赛 | 联赛 | 联赛   | 联赛   | 联赛 | 足协杯 | 主场                 |
| 赛季 | 等级 | 赛   | 胜   | 平   | 负   | 进球 | 失球 | 净胜球 | 积分   | 位次 | 足协杯 | 主场                 |
| ---- | ---- | ---- | ---- | ---- | ---- | ---- | ---- | ------ | ------ | ---- | ------ | -------------------- |
| 2022 | 3    | 15   | 7    | 4    | 4    | 15   | 8    | 7      | 25     | 7    | 未参加 |                      |
| 2021 | 4    | 9    | 6    | 1    | 2    | 17   | 3    | 14     | 不适用 | 8    | 无资格 |                      |
| 2021 | 5    | 10   | 9    | 0    | 2    | 49   | 1    | 48     | 不适用 | 亚军 | 无资格 | 珠海市体育中心体育场 |

1. ↑  两阶段积分相加。